# Dupont Lajoie
Vacanze di sangue (Dupont Lajoie) è un film del 1975 diretto da Yves Boisset.
La pellicola è incentrata sul tema del razzismo.

## Riconoscimenti
- 1975 - Festival di Berlino
  - Orso d'argento